# Familiaire hypercholesterolemie
Familiaire hypercholesterolemie  (afgekort: FH) is een genetische aandoening die gekarakteriseerd wordt door hoge cholesterolniveaus. Voornamelijk het low-density-lipoproteïne (LDL cholesterol) is sterk verhoogd wat leidt tot vroegtijdig hart- en vaatlijden. Patiënten met FH hebben mutaties in het LDLR-gen dat codeert voor de LDL-receptor. Deze LDL-receptor verwijdert in de normale situatie het LDL uit de bloedsomloop. Daarnaast kan ook een mutatie opgetreden zijn in het gen dat codeert voor het apolipoproteïne B (ApoB). ApoB is het gedeelte van LDL dat interactie aangaat met de LDL-receptor. Patiënten met een normale en een abnormale kopie van het LDLR-gen (heterozygoten) vertonen vaak voortijdig hart- en vaatlijden (rond het 30e à 40e levensjaar). Heterozygote FH erft autosomaal dominant over. Patiënten met twee abnormale kopieën van het LDLR-gen (homozygoten) kunnen reeds in de kindertijd hart- en vaatlijden ondervinden. Hartinfarcten voor het 20e levensjaar kunnen bij deze patiënten voorkomen. Eén op de 500 neonati hebben heterozygote FH, homozygote FH is veel zeldzamer (1 op een miljoen nieuwgeborenen).
De behandeling van heterozygote FH gebeurt normaalgezien met statinen of andere cholesterolverlagende middelen. Homozygote FH reageert doorgaans niet op farmacotherapie. Bij hen dient men over te gaan tot LDL-aferese (het verwijderen van LDL op een analoge manier als bij dialyse) of meer zelden, levertransplantatie.

## Symptomen

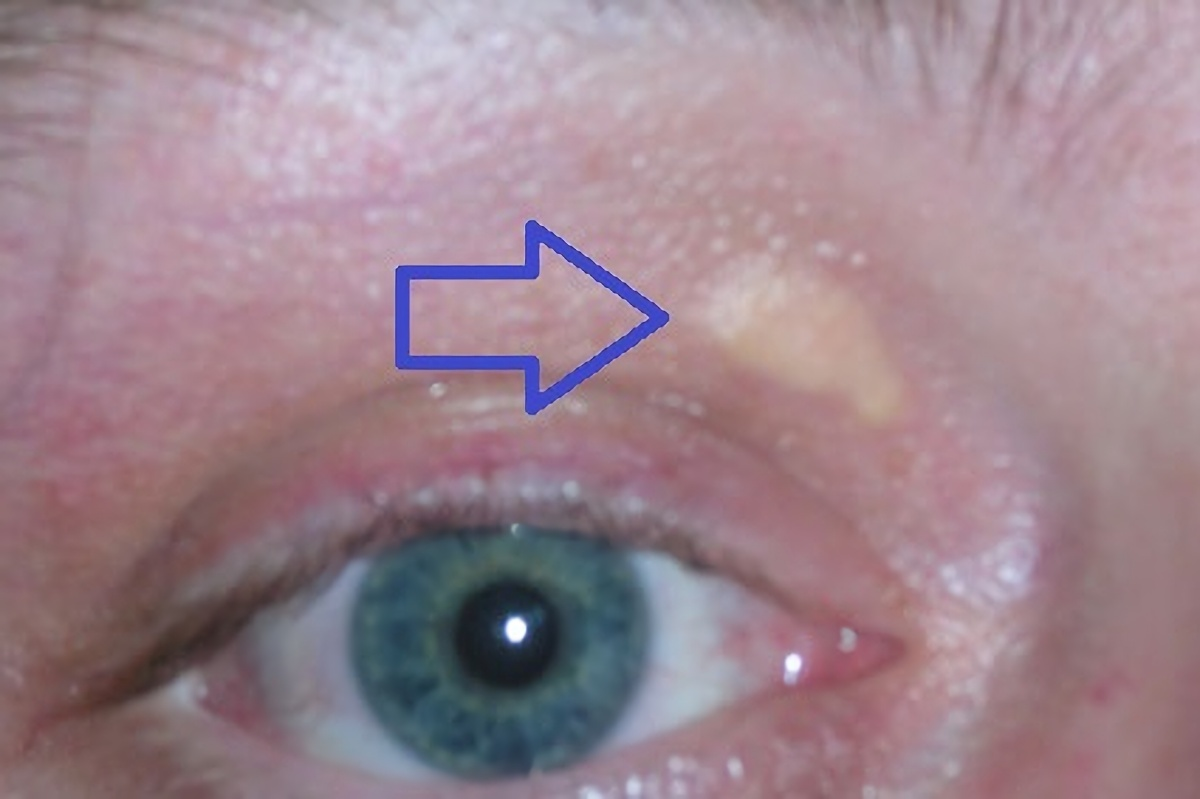
Xanthelasma palpebrarum, Gele vlekken boven de oogleden bestaande uit cholesterol. Deze vlekken komen frequent voor bij patiënten met FH

.

### Lichamelijke symptomen
Hoge cholesterolwaardes veroorzaken doorgaans weinig symptomen. Cholesterol kan opgeslagen worden in verscheidene locaties die van buitenaf zichtbaar zijn, bijvoorbeeld gele vlekken rond de oogleden (xanthelasma palpebrarum), een witte ring rond de buitenste rand van de iris (arcus lipoides) en bobbels op pezen (xanthoom).

### Cardiovasculaire aandoeningen
De toegenomen cholesteroldepositie in de wand van slagaders leidt tot atherosclerose, de onderliggende oorzaak van hart- en vaatlijden. Dit treedt voornamelijk op in de kransslagaders van het hart. Meer zeldzaam is atherosclerose in de slagaders van de hersenen en de perifere slagaders:
- Atherosclerose van de kransslagaders treedt bij FH veel vroeger op dan in de brede populatie. Dit kan aanleiding geven tot angina pectoris en, in een later stadium, een myocardinfarct.
- Atherosclerose van de slagaders in de hersenen komt minder frequent voor. Dit kan aanleiding geven tot een zogeheten transient ischemic attack (of TIA, dit is een kortdurende periode met zwakte van een lichaamshelft of onmogelijkheid te praten) en, in een later stadium, een herseninfarct.
- Atherosclerose van perifere slagaders komt hoofdzakelijk voor bij FH-patiënten die roken. Bij hen kan pijn optreden tijdens het stappen die weggaat bij rust (claudicatio intermittens) en problemen met de bloedvoorziening van de voeten (zoals gangreen)[4].

Wanneer vetten de aortaklep (de hartklep tussen het linker ventrikel en de aorta) kan aortaklepstenose optreden. In meer den 50% van de homozygote FH-patiënten (maar bijna niet bij heterozygoten) komt een vernauwing van de aorta voor boven het niveau van de aortaklep (supravalvulaire aortastenose). Aortastenose wordt gekarakteriseerd door kortademigheid, borstpijn en episodes van duizeligheid of flauwvallen.
Het risico op atherosclerose neemt toe met de leeftijd, bij roken, bij diabetici, hypertensie en een familiaal risico op hart- en vaatlijden.

## Mutatie
Achter het klinisch beeld van FH gaat een complex genetisch patroon schuil. Het LDLR-gen is gelegen op chromosoom 19. Meer dan 900 mutaties werden geïdentificeerd die ondergebracht kunnen worden in vijf klassen:
- klasse 1: de minst voorkomende mutatie waarbij de synthese van het receptoreiwit geheel uitblijft;
- klasse 2: het receptoreiwit wordt gesynthethiseerd maar niet getransporteerd van het endoplasmatisch reticulum naar het golgicomplex;
- klasse 3: het receptoreiwit bereikt het celoppervlak maar is niet functioneel door een wijziging in het LDL-bindende domein van de receptor;
- klasse 4: het receptoreiwit bereikt het celoppervlak en kan LDL binden, maar slaagt er niet in het LDL in de cel te internaliseren;
- klasse 5: het receptoreiwit bereikt het celoppervlak, kan LDL binden en internaliseren, maar slaagt er niet in het gebonden LDL los te laten waardoor de receptor niet meer hergebruikt kan worden.

## Diagnose

### Lipidemeting
Cholesterolwaardes kunnen nagegaan worden als onderdeel van een lichamelijk onderzoek. Dit zal zeker gebeuren wanneer externe tekenen (bv xanthelasma en xanthoma) opgemerkt worden, wanneer zich tekenen voordoen van hart- en vaatlijden en er een familielid is met FH. Er wordt een patroon gevonden dat volgens de Fredrickson-classificatie kan ingedeeld worden als hyperlipoproteïnemie type II met volgende kenmerken:
- verhoogd totaal cholesterol;
- significant verhoogd LDL;
- normaal HDL;
- normale triglyceriden.

De verhoogde LDL-waarde bevindt zich meestal boven het 95e percentiel (dat wil zeggen dat 95% van een gezonde populatie een lagere LDL-waarde heeft). 25% van de patiënten met een mutatie in ApoB hebben echter waardes die onder deze grens liggen.

### Mutatie-analyse
Op basis van het verhoogde LDL kan genetisch getest worden voor mutaties van de LDL-receptor (gecodeerd door het LDLR-gen) en van het apolipoproteïne B (ApoB). In 50 tot 80% van de gevallen worden mutaties ontdekt. Patiënten waarbij geen mutaties ontdekt worden hebben doorgaans hogere triglycerideniveaus (deze zijn normaal bij FH-patiënten). Zeer waarschijnlijk dragen andere factoren bij aan hun hoge cholesterolwaardes (bv. metabool syndroom).

### Differentiaaldiagnose
FH dient onderscheiden te worden van familiaire gecombineerde hyperlipidemie en polygenetische hypercholesterolemie.